# Vezni igrač (nogomet)
U nogometu, vezni igrač je igrač koji igra u sredini terena i obično je zaslužan za razigravanje, dodavanje i centaršuteve.

## Taktike i mogućnosti
Većina taktika u sebi ima veznog igrača. Najpopularnije su 4–4–2 i 4–3–3. Vezni igrač može igrati u sredini terena, između sredine i napada i između sredine i obrane sa svih strana.

## Vezni igrač

### Zadnji vezni
Zadnji vezni igra između veznog reda i obrane.
Obično spaja igru obrane i veznog reda

### Krilo
Igrač koji igra krilo obično igra sa strana između veznog reda i napada.

### Središnji vezni igrač
Središnji vezni igrač igra u sredini terena u veznom redu.

### Navalni vezni igrač
Navalni vezni igrač igra ispod polušpica ili iznad veznog reda u sredini terena.

## Poznati vezni igrači
- Zvonimir Boban
- Gareth Bale
- Ivan Rakitić
- Steven Gerrard
- Andrés Iniesta
- Luka Modrić
- Mesut Özil
- Andrea Pirlo
- Marco Reus
- Franck Ribery
- Arjen Robben
- Bastian Schweinsteiger
- Yaya Touré
- Arturo Vidal
- Xavi
- Zinedine Zidane
- David Silva
- Frank Lampard
- Ángel Di María
- Eden Hazard
- Santi Cazorla
- Miralem Pjanić